# سلامة نووية سلبية
الأمان النووي السلبي هو أسلوب تصميم لخصائص السلامة ويتم تنفيذه في مفاعل نووي ولا يتطلب أي تدخل نشط من جانب المشغل من أجل إحضار المفاعل إلى حالة إيقاف تشغيل آمنة في حالة لنوع معين من حالات الطوارئ (عادة ما يكون ارتفاع درجة الحرارة ناتج عن فقدان سائل التبريد أو فقد تدفق سائل التبريد).

## نبذة
تميل مميزات التصميم إلى الاعتماد على هندسة المكونات بحيث يتباطأ سلوكها المتوقع بدلاً من تسريع تدهور حالة المفاعل.

## القوى الطبيعية
عادة ما يستفيدون من القوى الطبيعية أو الظواهر مثل:
- الجاذبية
- الطفو
- اختلافات الضغط
- التوصيل أو الحمل الحراري الطبيعي

لإنجاز وظائف السلامة دون الحاجة إلى مصدر طاقة نشط.

## الأهمية
تستخدم العديد من تصميمات المفاعلات القديمة أنظمة أمان سلبية إلى حد محدود وتعتمد على أنظمة أمان نشطة مثل المحركات التي تعمل بالديزل.
تتميز بعض تصاميم المفاعلات الحديثة بأنظمة أكثر سلبية والدافع وراء ذلك هو أن تكون موثوقة للغاية وتقلل من التكلفة المرتبطة بتركيب وصيانة الأنظمة التي قد تتطلب قطارات متعددة من المعدات وإمدادات الطاقة من فئة السلامة من أجل تحقيق نفس المستوى من الموثوقية.